# Microgonium falsinervulosum
Microgonium falsinervulosum là một loài dương xỉ trong họ Hymenophyllaceae. Loài này được Nishida mô tả khoa học đầu tiên năm 1957.
Danh pháp khoa học của loài này chưa được làm sáng tỏ. 